# 吳德繼

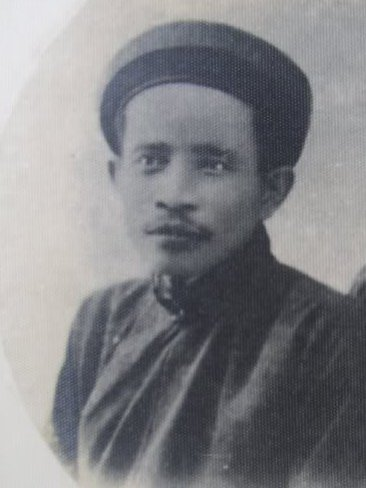
吴德继

吴德继（越南语：／，1879年—1929年12月10日），號集川（越南语：／），越南在法国殖民时期独立运动家、文学家。

## 生平
吴德继是河静省石河府爪牙社（今屬河靜省干祿縣干祿市鎮南山村）人，嗣德三十二年（1879年）出生。他的家庭富裕，父亲吳惠連是禮部侍郎。成泰九年（1897年），吳德繼參加承天場鄉試，考中舉人。成泰十三年（1901年），吳德繼會試中格，參加庭試，考中三甲同進士出身。然而，他却沒有接受官職，而是請求返鄉教书。在教书闲暇时间，他阅读了来自中国的维新党人士写的书籍，认同康有为和梁启超的思想。他还同潘佩珠接触过，他们都反对法国的殖民统治。
維新二年（1908年），法国殖民政府殘酷镇压中圻民變，他被人检举揭发參與了民變，因此被流放至昆仑岛。在此期间，他接触了许多越南独立运动人士。啟定六年（1921年），他被殖民政府释放，定居河内。他创办了报纸《Hữu thanh》。他注意到了街上的机动车、学生的欧式服装和女人的高跟鞋，并宣称对现代化很感兴趣。同时还宣称法国殖民系统对越南雇佣者的个人状态和立场是一种压迫。他也接受用国语字来取代传统喃字作为越南语的书写系统。
1929年12月10日，吳德繼在河內去世。

## 作品
吳德繼著有《天然學校記》、《太原七日光復記》、《詩囚草》、《集川遺草》等，編輯有《潘西湖遺草》、《東西偉人》等。